# Человек, который пришёл к обеду
«Человек, который пришёл к обеду» (англ. The Man Who Came to Dinner) — американская кинокомедия 1942 года, поставленная Уильямом Кейли по одноимённой пьесе Мосса Харта и Джорджа С. Кауфмана. Главные роли исполнили Бетт Дейвис, Энн Шеридан и Монти Вулли.

## Сюжет
Проезжая через маленький городок в Огайо во время лекционного тура, известный своей язвительностью нью-йоркский радиоведущий Шеридан Уайтсайд ломает бедро, поскользнувшись и упав на ледяные ступени дома Стэнли, известной семьи Огайо, с которой он дружит. Предполагалось, что обед будет рекламным трюком. Он настаивает на восстановлении сил в их доме во время рождественских праздников. Властный и эгоцентричный он вскоре начинает доминировать в жизни жильцов и всех остальных, кто входит в дом. Он призывает молодых людей Ричарда и Джун Стэнли, чтобы они осуществляли свои мечты, к большому разочарованию своего отца Эрнеста.
Тем временем старая дева Мэгги Катлер , ассистентка Уайтсайда, обнаруживает, что её привлекает местный газетчик Берт Джефферсон. Когда Берт читает ей свою пьесу, она настолько впечатлена, что просит Уайтсайда показать её своим знакомым, а затем объявляет, что бросит работу и выйдет замуж за него замуж. Однако её босс боится потерять такого помощника и делает всё возможное, чтобы саботировать цветущий роман. Он также преувеличивает последствия своих травм, чтобы иметь возможность оставаться в доме. Он предлагает актрису Лоррейн Шелдон, которая идеально подошла бы на одну из главных ролей в пьесе, в надежде, что та отобьёт Берта у Мэгги. Лоррейн убеждает Берта провести с ней время, чтобы исправить пьесу. Когда Мэгги понимает, что Уайтсайд стоит за коварной схемой, она уходит. Несколько наказанный, Уайтсайд придумывает план убрать Лоррейн с дороги с помощью своего друга Банджо. Они заманивают Лорейн в египетский саркофаг, и Банджо отправляет её в Новую Шотландию.
Наконец, уставший от своих махинаций, вмешательства, оскорблений и невыносимого характера, мистер Стэнли угрожает ордером, приказывающим Уайтсайду уйти через 15 минут. Однако, имея в запасе несколько секунд, Уайтсайд шантажирует мистера Стэнли, чтобы тот отказался от ордера и позволил своим детям делать все, что им заблагорассудится, угрожая раскрыть прошлое сестры Стэнли Гарриет как печально известной убийцы. Когда Уайтсайд уходит, он снова падает на ледяные ступени Стэнли и возвращается внутрь, к большому ужасу Стэнли.

## В ролях
- Бетт Дейвис — Мэгги Катлер
- Энн Шеридан — Лоррейн Шелдон
- Монти Вулли — Шеридан Уайтсайд
- Ричард Трэвис — Берт Джефферсон
- Джимми Дуранте — Банджо
- Билли Берк — миссис Эрнест Стэнли (Дейзи)
- Реджинальд Гардинер[англ.] — Беверли Карлтон
- Элизабет Фрейзер — Джун Стэнли
- Грант Митчелл[англ.] — Эрнест Стэнли
- Джордж Барбье — доктор Брэдли
- Мэри Уикс — мисс Прин
- Расселл Армс[англ.] — Ричард Стэнли
- Рут Вивиан — Гарриет Стэнли
- Эдвин Стэнли[англ.] — Джон
- Бетти Роудман — Сара
- Чарльз Дрейк — Сэнди
- Нанетт Валлон — Козетта
- Джон Риджли — диктор на радио

## Производство

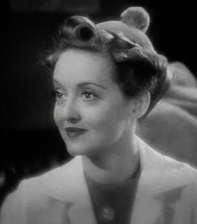
Бетт Дейвис в образе Мэгги Катлер

Четыре главных героя основаны на реальных личностях. Шеридан Уайтсайд был вдохновлен знаменитым критиком и членом алгонкинского круглого стола Александром Вулкоттом, который в конечном итоге сыграл роль на сцене; Лоррейн Шелдон — актрисой музыкальной сцены Гертрудой Лоуренс; Беверли Карлтон — драматургом и известным остроумцем Ноэлем Кауардом; и Банджо — членом алгонкинского круглого стола Харпо Марксом.

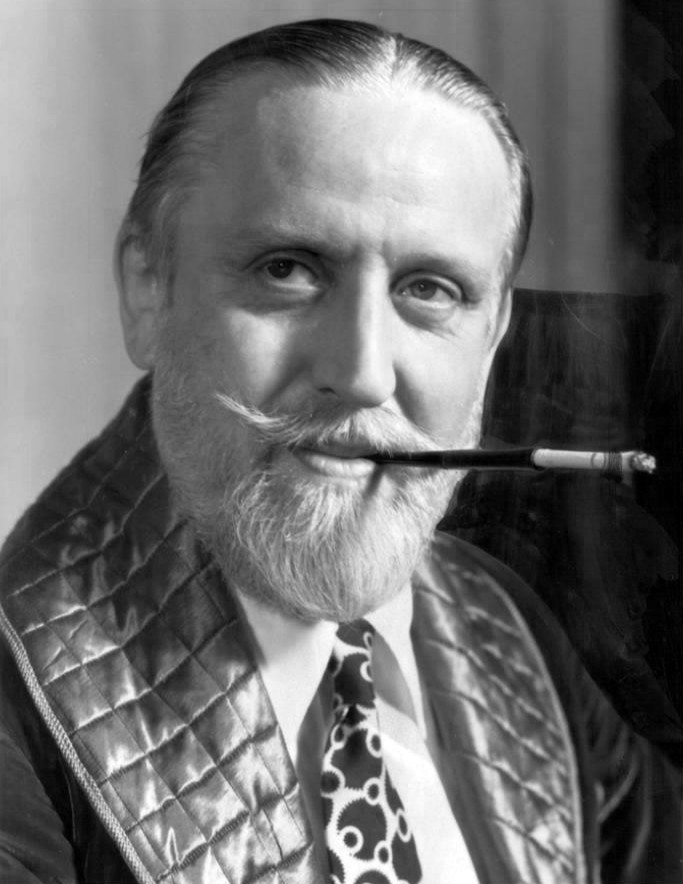
Монти Вулли в образе Шеридана Уайтсайда

Когда Бетт Дейвис увидела бродвейскую постановку «Человек, который пришёл к обеду», она решила, что роль Мэгги Катлер станет отличным ходом после её драматической роли в «Лисичках». Она убедила Джека Л. Уорнера купить права на экранизацию для себя и Джона Бэрримора. Он пробовался на роль Уайтсайда, но был признан неподходящим, когда в результате сильного пьянства (или, возможно, приступа болезни Альцгеймера) у него якобы возникли трудности с передачей сложного, быстро развивающегося диалога, даже с его репликами, размещенными по всей съемочной площадке. Лэрд Крегар и Роберт Бенчли также пробовались на роль; но исполнительный продюсер Хэл Б. Уоллис считал первого «раздутым и экстравагантным», а второго «слишком мягким». Уорнер предложил Кэри Гранта, но Уоллис посчитал его «слишком молодым и привлекательным». Хотя Монти Вулли, воплотивший эту роль на бродвейской сцене, не был знаком кинозрителям, Уоллис в конце концов взял его на эту роль, несмотря на опасения Уорнера, что гомосексуальность актёра будет очевидна на экране. Орсон Уэллс сыграл роль много лет спустя в телевизионной адаптации пьесы.
Бетт Дейвис была недовольна выбором Вулли. В последующие годы она заметила: «Я чувствовала, что фильм был снят не очень образно. Для меня не было никакого удовольствия от результата; но то, что он имел успех, конечно, не может не радовать. Думаю, я так и не смогла преодолеть разочарование в том, что не поработала с великим Джоном Бэрримором».

## Отзывы и признание
Босли Краузер из The New York Times заметил: «Любой, кто пропустил оригинальную бродвейскую постановку — и любой, если уж на то пошло, кто не пропустил её, — должен обязательно успеть и запечатлеть кинематографическую репризу. Ибо здесь, в течение примерно часа и пятидесяти двух минут, уплотняется то, что, несомненно, является самой злобной, но веселой выставкой кошачьих когтей, когда-либо показанной на экране, восхитительно злым портретом персонажа и беспомощной сатирой». В Variety отметили «превосходный кастинг и отличную работу каждого члена команды» и подумали, что «единственный отвлекающий угол во всем фильме — это медлительность первой части, в которой персонажи выстраиваются, прежде чем на самом деле начинаются осложнения истории, слишком длинна». В Time заявили: «Вулли играет Шеридана Уайтсайда с таким огромным авторитетом и компетентностью, что трудно представить, чтобы кто-то ещё пытался это сделать», и добавили: «Хотя вряд ли есть место для остальной части актёрского состава, чтобы сэндвич в большей части спектакля между этой самой толстой из толстых частей, Бетт Дейвис превосходна в роли влюбленного секретаря Вулли».
Монти Вулли получил номинацию на премию New York Film Critics Circle за лучшую мужскую роль.